# 佐藤恒治
佐藤恒治（日语：／ Sato Koji，1969年10月19日—）是一名日本工程师、企業家。他是豐田汽車社长兼执行董事，他此前担任丰田汽车的首席品牌官、雷克萨斯首席执行官、Toyota Gazoo Racing首席执行官。

## 生平
佐藤恒治出生于日本东京都，大学在早稻田大学理工学部機械工学科学习柴油引擎，1992年从早稻田大学毕业。毕业后即进入丰田汽车工作。他最早被分配到技术管理部的业务改革秘书处。之后他在底盘设计部工作了八年，参与了第一代普锐斯以及之后丰田远景的悬挂设计。 随后他转到产品规划部，负责北美凯美瑞的开发工作。
2005年，他加入丰田旗下豪华车品牌雷克萨斯的开发团队，担任了雷克萨斯GS4代的概念规划和首席开发工程师。之后他作为总设计师和项目负责人参与了雷克萨斯LC的开发。2017年4月，他成为雷克萨斯的开发负责人以及丰田的常务董事。2019年1月，他被任命为雷克萨斯的执行副总裁；一年后他成为雷克萨斯的首席执行官。2020年9月，他接替友山茂樹被任命为丰田运动部门Gazoo的第二任首席执行官。
2020年起，佐藤恒治开始担任丰田董事会的执行董事。2021年1月，他被任命为丰田汽车的首席品牌官，负责丰田的品牌战略。
2023年1月，丰田汽车社长丰田章男宣布自己自己将于4月卸任公司社长及首席执行官，佐藤恒治被任命为丰田的新任社长及首席执行官。4月1日，佐藤恒治正式成为丰田汽车的社长。